# سويد بن كراع العكلي
سويد بن كراع العكلي (30 ق هـ - 35 هـ / 592م - 655م) فارس وشاعر مخضرم أدرك الجاهلية والإسلام، وكان سيداً شريفاً مُطاعاً في بني عكل من الرباب قال أبو الفرج الأصفهاني: «سويد بن كراع العكلي أحد بني الحارث بن عوف بن وائل بن قيس بن عكل شاعر فارس مقدم». وعده ابن سلام الجمحي في الطبقة التاسعة من شعراء الجاهلية وقال: «سويد بن كراع العكلي وكان شاعراً مُحَكماً، وكان رجل بني عكل وذا الرأي والتقدم فيهم».

## أخباره وشعره
قال حماد الراوية: خرج سويد بن كراع العكلي في نفرٍ من قومه بنو عكل بن عبد مناة من الرباب ونزلوا على بني قريع بن عوف بن كعب بن سعد بن زيد مناة بن تميم بن مر على بغيض بن عامر القريعي، فأحسن بغيض القريعي جوارهم وأنزلهم ورعاهم وكساهم، فلم يزالوا مقيمين عنده حتى خرجوا، فأنشا سويد بن كراع يمدح بغيض بن عامرٍ القريعي: